# ロスマリン酸
ロスマリン酸（英：Rosmarinic acid）は、ローズマリー、シソ、レモンバームなどのシソ科植物に含まれるポリフェノール類。

## 歴史
1958年にイタリアの化学者M. L. ScarpattiとG. Orienteによりローズマリー(Rosmarinus officinalis)より初めて単離され特定された。

## 化学
化学的には、3-(3,4-ジヒドロキシフェニル)酪酸のコーヒー酸エステルである。

## 自然での発生
ツノゴケ、シダのシシガシラ科および単子葉・双子葉被子植物のいくつかの目の種でロスマリンの酸の蓄積が示されている。
最も顕著に見られるのは多くのシソ科（シソ目の双子葉植物）、特にイヌハッカ亜科である。Ocimum basilicum（バジル）、Ocimum tenuiflorum（カミメボウキ）、Melissa officinalis（レモンバーム）、Rosmarinus officinalis（ローズマリー）、Origanum majorana（マジョラム）、Salvia officinalis（セージ）、タイムおよびペパーミントなど一般的に料理用のハーブとして使われる種にみられる。クズウコン属(Maranta leuconeura, Maranta depressa)やThalia (Thalia geniculata)の種などクズウコン科（ショウガ目の単子葉植物）の植物でも見られる。
ロスマリン酸とその誘導体のロスマリン酸3′-O-β-D-グルコシドは、ツノゴケ類(Anthocerotophyta)のAnthoceros agrestisに含まれている。

## 生合成
ロスマリン酸の生合成では、一般的なフェニルプロパノイド経路からの4-クマロイルCoAをヒロドキシシンナモイル供与体として用いる。ヒロドキシシンナモイル受容体基質はシキミ酸経路に由来する。L-チロシン由来のシキミ酸、キナ酸、3,4-ジヒドロキシフェニル酢酸。よって、化学的にはロスマリン酸はコーヒー酸と3,4-ジヒドロキシフェニル酪酸のエステルであるが、生物学的には、4-クマロイル-4'-ヒドロキシフェニル酪酸から作られる。ロスマリン酸シンターゼは、カフェオイルCoAと3,4-ジヒドロキシフェニル酪酸を用いてCoAとロスマリン酸を生成する酵素である。ヒドロキシフェニルピルビン酸レダクターゼもこの生合成に関わる酵素である。

## 研究
ラットを対象とした動物実験で血糖値上昇抑制作用があるとする報告がある。
ロスマリン酸を摂食したマウスの脳内において、ドーパミンをはじめとするモノアミンの濃度が上昇し、それらがアルツハイマー病の主病態であるアミロイドβ凝集を抑制した。このアミロイドβ凝集の抑制のヒトの体内でのロスマリン酸の動態は未解明である。